# Brielse Gat
Het Brielse Gat was het westelijke deel van de Brielse Maas, vlak voordat deze rivier in de Noordzee uitmondde. Het was de oorspronkelijke monding van de Nieuwe Maas.
Het Brielse Gat verzandde sterk, waardoor de scheepvaart Rotterdam niet meer kon bereiken. In 1872 werd daarom de Nieuwe Waterweg als nieuwe monding van de Nieuwe Maas geopend.
Na de aanleg van de Brielse Maasdam in 1950 werd het Brielse Gat gescheiden van de rest van de rivier en werd feitelijk een soort baai van de Noordzee. In 1966 echter, werd er nog een dam aangelegd, de Brielse Gatdam. Hierdoor werd ook de verbinding met de Noordzee verbroken en ontstond het Oostvoornse meer.
In de jaren tachtig werd aan de noordzijde van het Brielse Gat de Slufter op de Maasvlakte aangelegd, een depot voor vervuild havenslib. In het Brielse Gat is daarna een slufter-gebied ontstaan, een getijdengebied met natte en droge delen.